# Irma Grese
Irma Elisabeth Ida Ilse Grese (Feldberger Seenlandschaft, 1923. október 7. – Hameln, 1945. december 13.) Auschwitz-Birkenau felügyelője, "Auschwitz hiénája", "Auschwitz szukája".
1923-ban született, kezdetben az NSDAP vezetőinek szanatóriumában vállalt állást, majd belépett az SS-be. A második világháború idején Auschwitz-Birkenau női táborának felügyelője (Aufseherin) volt, a táborvezetőnő helyettese, ez volt a hierarchiában a második legmagasabb, betölthető női rang. Josef Mengele mellett ő is szerepet vállalt a deportáltak osztályozásában. Kegyetlenségéről volt hírhedt, rendszeresen korbáccsal járta a tábort, ütötte-verte a rabokat. 1945 elején Bergen-Belsenbe helyezték át. A háború után elfogták, s egy brit katonai törvényszék tárgyalta ügyét. Halálraítélték és felakasztották.

## Korai évek és családi háttere
Fiatalkoráról jóformán annyit lehet csak tudni, amennyit 1945-ben a háborús bűnökért való felelősségre vonásakor jegyzőkönyvbe vettek.
Szülei Berta Grese és Alfred Grese egyszerű gazdálkodó emberek voltak, akik öt gyermeküket katolikus hitben nevelték. Irma az öt gyermek közül (három lány és két fiú) a harmadik volt. Irma első traumája bizonyára tizenhárom éves korában következett be, amikor édesanyja öngyilkos lett. Berta Grese meghalt, miután sósavat fogyasztott, mert kiderült, hogy férjének Alfrédnek viszonya volt a helyi kocsma tulajdonosának lányával. Az ezekután lelkileg magára hagyott kamasz a német Leányszövetségben hamar megfertőződött a náci tanokkal. 1938-ban elhagyta az iskolát, majd hat hónapig egy közeli gazdaságban, illetve Luchen város egyik kereskedésében vállalt munkát. Mindössze 17 éves volt, amikor önként belépett az SS-be, előbb annak hochenlucheni szanatóriumában segédápolóként dolgozott, később pedig az egyik tejgazdaságában kapott kisegítő munkát.

## Koncentrációs táborőr
1942 nyarán a ravensbrücki női koncentrációs táborba helyezték át, ahol kisvártatva fogolyfelügyelői, később blokkfelügyelői szolgálatot látott el. Hitler ekkor már a zsidóság teljes kiirtására készült (Endlösung), amiben döntő szerepet kaptak terrorszervezetének, az SS-nek a hálózatában megszaporodó megsemmisítő- és kényszermunkatáborok. Irma Grese ebben a rendszerben pedig igen gyorsan megtalálta önnönmagát. Azt nem tudjuk, hogy vajon tudatosan haladt előre, vagy sodorták az események, mindenesetre elhivatottságát jelzi, hogy 1943 márciusában csupán 19 évesen Auschwitz-Birkenauban kapott megbízatást a ravensbrückihez hasonló beosztásban. 1943 őszétől a második legmagasabb fokú fogolyfelügyelői (Rapportführerin) beosztást töltötte be a tábor női részlegében, ahol élet-halál ura lett a főként szlovák és lengyel zsidók alkotta kényszerközösségben. Szolgálati ideje második felében, 1944 májusa és július eleje között deportálták a magyarországi vidéki zsidóság tetemes részét Auschwitz-Birkenauba. A beérkezéskor munkaképesnek ítélt nők többsége, immár mintegy 30 ezer női „heftling” (rab) volt kiszolgáltatva Grese és SS-felügyelőnő társai kénye-kedvének. A gyors rangemelkedéstől és a hatalmától Grese valósággal megrészegült, szabad utat engedve elfojtott frusztrációinak, amelyek sokak számára bizonyultak végzetesnek. A többi SS-eshez hasonlóan fekete csizmában, gumibottal, korbáccsal és pisztollyal felszerelve járt territóriumán. Eszközeivel kedvtelésből verte, rugdosta a fogoly nőket, lányokat a fürdőbarakkokban, a reggeli Appel (sorakozó) alatt, vagy éppen a munkavégzésre menet. Gyakran kiéheztetett kutyákkal tépette szét a fogvatartottakat. Akik dühkitöréseit túlélték, ezután csak erősebb társaik támogatásával tudtak felkelni, tovább dolgozni, vagy visszatérni barakkjuk viszonylagos nyugalmába. Mások a verések miatt hetekig a tábori kórházba (Revier) kerültek, sebeik elfertőződtek, s ebbe haltak bele.